# Reza Sam Mosadegh
 (février 2025).
Reza Sam Mosadegh, né en 1982 à Téhéran, est un réalisateur, scénariste et scénariste de séries germano-iranien.

## Biographie

### Enfance et formation
Reza Sam Mosadegh est est un réalisateur, scénariste et scénariste de séries germano-iranien. Il est né en Iran et a fui en Allemagne avec sa famille à la fin des années 1980 pour échapper à la première guerre du Golfe. La famille s'installe près de Bielefeld, où il grandit et étudie la gestion des médias à Hambourg et obtient ensuite un master en réalisation à la Hamburg Media School.

### Carrière
La carrière de réalisateur de Reza Sam Mosadegh commence avec des courts métrages. Son travail reflète souvent des thèmes socialement pertinents, présentés dans des récits fictifs. Avec le court métrage Echoes of Juno, il est sélectionné parmi les douze derniers nommés pour les Oscars étudiants en 2024 et placé sur la liste restreinte des BAFTA. Son film Stolpersteine – Stumbling Stones traite d’un sujet historique et remporte le LA Film Award en 2020 et le Remi Gold Award au Houston International Film Festival en 2021. Son film Inkubus, drame historique médiéval, est nommé au concours du Prix Max Ophüls en 2025.
En plus de son travail sur le cinéma, Rezy Sam Mosadegh est également actif en tant que scénariste.

## Œuvres (sélection)
2024 : Inkubus ; court métrage, son de Claudia Mattai del Moro
2023 : Échos de Junon ; court métrage
2019 : Stolpersteine – Pierres d'achoppement, court métrage ; réalisation et scénario

## Distinctions
- 2020 : Los Angeles Film Award pour Stumbling Stones[5],[6]
- 2021 : Prix Remi Gold au Festival international du film de Houston pour Stumbling Stones[5]